# Белья-Уньон
Белья-Уньон (исп. Bella Unión) — город на крайнем севере Уругвая, в департаменте Артигас. Административный центр одноимённого муниципалитета.

## География
Расположен на берегу реки Уругвай, близ места впадения в неё реки Куараи, на границе с Бразилией и Аргентиной напротив г. Монте-Касерос (Аргентина*). Всего в 6 км к северо-востоку от Белья-Уньон располагается бразильский город Барра-ду-Куараи.

## История
Основан генералом Фруктуосо Ривера 13 мая 1829 года под названием Санта-Роса. 20 апреля 1928 года был переименован в Белья-Уньон. 15 октября 1963 года получил статус города.

## Население
Население города по данным на 2011 год составляет 12 200 человек.
| Год  | Население |
| ---- | --------- |
| 1908 | 5414      |
| 1963 | 4955      |
| 1975 | 7778      |
| 1985 | 12 238    |
| 1996 | 13 537    |
| 2004 | 13 187    |
| 2011 | 12 200    |

Источник: Instituto Nacional de Estadística de Uruguay